# エイヴォン・ラバー
エイヴォン・ラバー（Avon Rubber p.l.c. ）は、イギリスのゴム製品メーカー。本社はウィルトシャー州メルクシャムの3km南方に所在する。

## 歴史
1885年、メサーズ・E・C・ブラウンとJ・C・マージェットソンがリンプレイ・ストークのエイヴォン川岸に位置する布工場を買収した。同工場はエイヴォン・ミルとして知られていた。工場の以前の所有者は木材商であったが、後にゴム製品の生産に多角化した。
1890年までに工場はウィルトシャー州のメルクシャムに移転した。この頃の製品にはソリッド・タイヤ、コンベヤベルト、鉄道部品などが含まれていた。1900年には自転車タイヤの製造を行い、1906年には最初の自動車タイヤの広告を行っている。1915年に同社はブラッドフォード・オン・エイヴォンのグリーンランド・ミルを買収した。1933年にはロンドン証券取引所に上場した。
1956年、ジョージ・スペンサー・モールトンの設立したライバル社を買収する。買収によってブラッドフォード・オン・エイヴォンのアビー・ミルズおよびキングストン・ミルズ、パリに所在する製造施設が同社の所有となる。1959年にはインフレータブルボートの製造を始めた。
1994年に海洋ビジネス部門のエイヴォン・インフレータブルが分社化され売却された。同社は現存するものの、現在はグループ企業ではない。1997年にはタイヤ製造部門がアメリカ合衆国のクーパー・タイヤ・アンド・ラバー社に売却され、エイヴォンは自動車部品、工業製品、および保護具の基幹的事業に集中することとなった。クーパー・タイヤは現在もメルクシャム中央部でタイヤの生産を続けている。
2000年3月、エイヴォンは1,900万ポンドを投じてセミントンの先端製造設備および本社施設の活動を強化した。1,300万ポンドはウェストベリーのポリマー製造設備に投じられた。2008年1月の時点では2つの設備で約350名の従業員が働いていた。
2005年6月にはジョージア州ローレンスビルに拠点を置くインターナショナル・セーフティ・インストルメンツ社 (ISI) を買収した。